# کاکایی تایر
کاکایی تایر (نام علمی: Larus thayeri) نام یک گونه از سرده کاکایی است.